# Parafia św. Małgorzaty w Świeciechowie
Parafia św. Małgorzaty i św. Mikołaja w Świeciechowie – jedna z 8 parafii w dekanacie Urzędów w rzymskokatolickiej archidiecezji lubelskiej.

## Parafia
W skład parafii wchodzi 10 wsi:
- Anielin
- Baraki
- Bliskowice
- Kopiec
- Natalin
- Popów
- Sucha Wólka
- Świeciechów
- Wałowice
- Zofipole

## Historia parafii
Jedna z najstarszych parafii diecezji. Początki sięgają XII w. Miejscowość nadał w 1221 r. książę Leszek Biały klasztorowi w Sulejowie. W XV w. miał tu swój dwór biskup krakowski, do niego też należało prawo lokacji parafii. Do końca XIX w. do parafii należał teren parafii Annopol oraz wioska za Wisłą. Ponadto była uposażona w grunty orne, łąki. W parafii oprócz proboszcza był 1 lub 2 wikariuszy, a w XVIII w. jeszcze komendarz. W XVIII w. wspomniany jest szpital, a biblioteka liczyła kilka dzieł. W życiu religijnym działały bractwa, m.in. różańcowe.
W archiwum przechowywane są m.in. akta chrztów, ślubów, zgonów od 1811 r.